# Gavanahalli (Rural, Chikmagalur
Gavanahalli (Rural là một làng thuộc tehsil Chikmagalur, huyện Chikmagalur, bang Karnataka, Ấn Độ.